# دييغو أومانيا
دييغو أومانيا (بالإسبانية: Diego Edison Umaña)‏ هو لاعب كرة قدم كولومبي في مركز الدفاع، ولد في 12 مارس 1951 في مدينة كالي في كولومبيا. شارك مع منتخب كولومبيا لكرة القدم. أما مع النوادي، فقد لعب مع أتليتيكو بوكارامانغا وإنديبنديينتي سانتا في وديبورتيفو كالي ونادي ميلوناريوس.

## وصلات خارجية
- دييغو أومانيا على موقع ناشيونال فوتبول تيمز (الإنجليزية)